# Gare de Trie-Château
La gare de Trie-Château est une gare ferroviaire française de la ligne de Saint-Denis à Dieppe, située sur le territoire de la commune de Trie-Château, dans le département de l'Oise, en région Hauts-de-France.
C'est une gare SNCF desservie par les trains du réseau Transilien Paris Saint-Lazare (ligne J).

## Situation ferroviaire

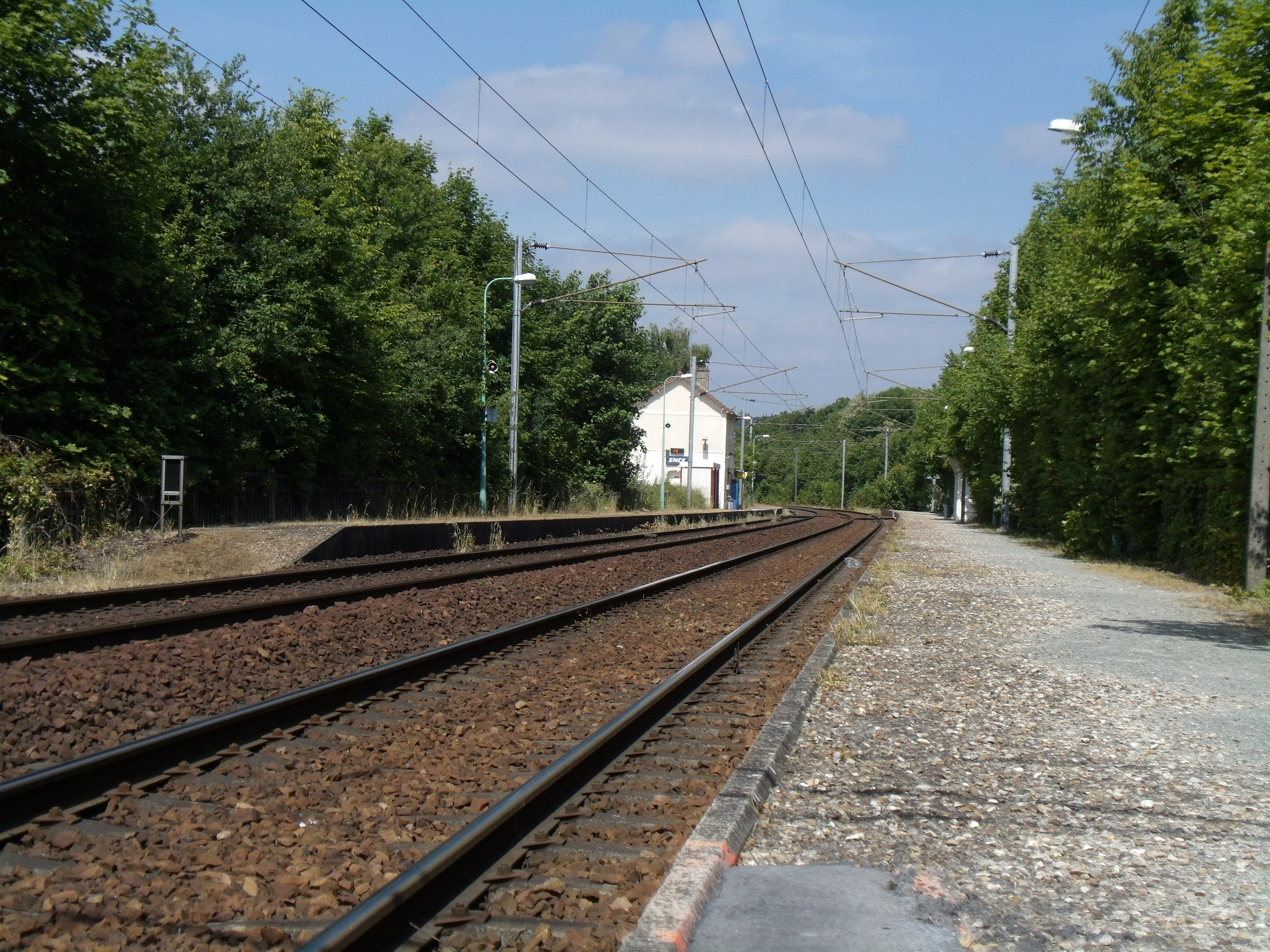
Vue d'ensemble des quais et des voies en regardant vers Gisors.

Établie à 69 mètres d'altitude, la gare de Trie-Château est située au point kilométrique (PK) 65,654 de la ligne de Saint-Denis à Dieppe, entre les gares de Gisors et de Chaumont-en-Vexin.

## Fréquentation
De 2015 à 2023, les estimations de la SNCF sont les suivantes :
| Année         | 2015   | 2016   | 2017   | 2018   | 2019   | 2020   | 2021   | 2022   | 2023   |
| ------------- | ------ | ------ | ------ | ------ | ------ | ------ | ------ | ------ | ------ |
| Fréquentation | 57 753 | 55 435 | 48 719 | 36 802 | 33 359 | 17 945 | 39 794 | 35 594 | 34 716 |

### Accueil

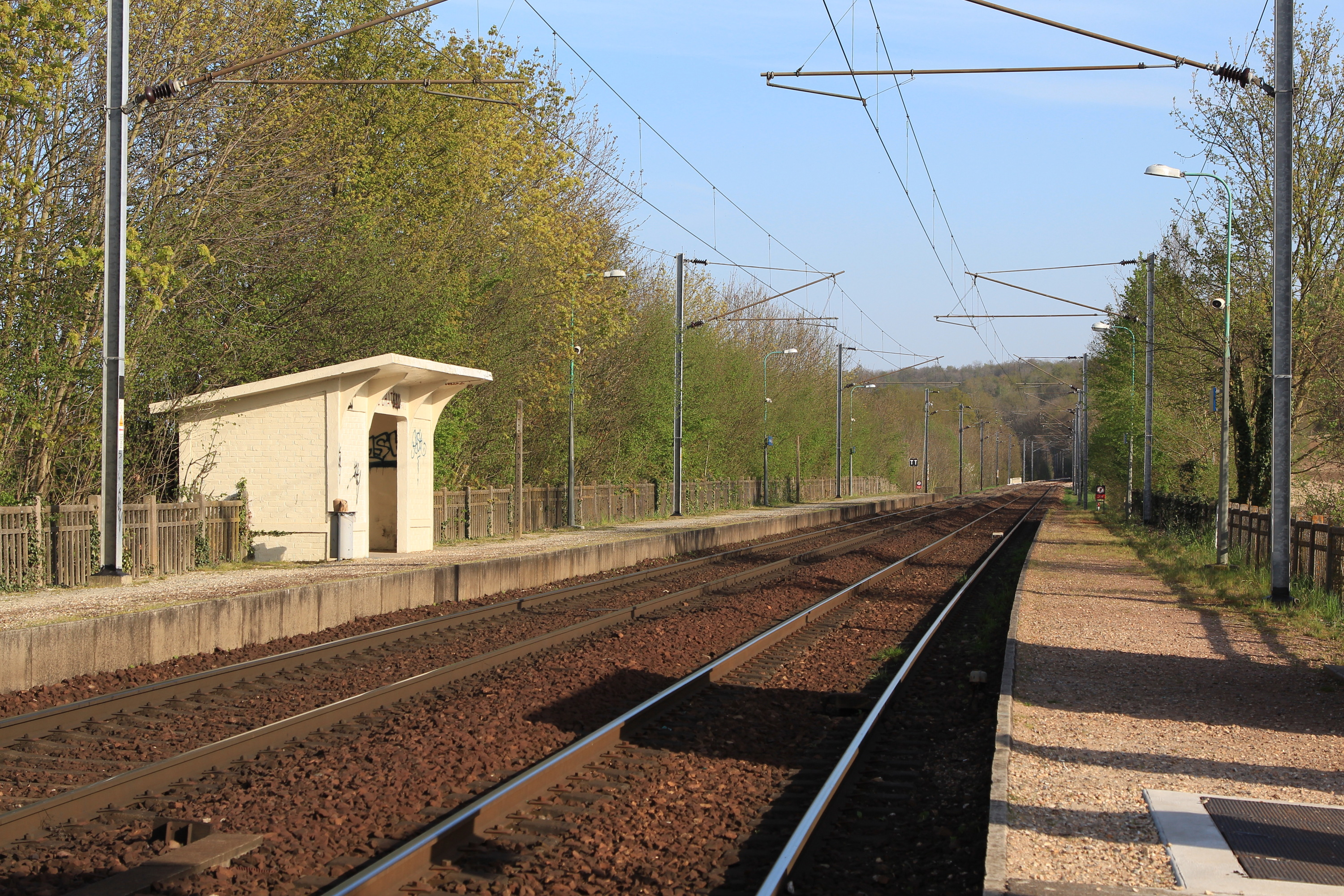
Vue des voies et de l'abri de quai en direction de Paris.

## Service des voyageurs

### Desserte
La gare est desservie par les trains du réseau Transilien Paris Saint-Lazare (ligne J), à raison d'un train toutes les deux heures aux heures creuses et d'un train toutes les heures aux heures de pointe.